# V Coronae Borealis
V Coronae Borealis (V CrB / HD 141826 / HIP 77501) es una estrella variable en la constelación de Corona Boreal.
Su distancia respecto al sistema solar no es bien conocida; una primera fuente cita el valor de 1780 años luz —570 pársecs—, una segunda 2200 años luz y una tercera aumenta dicha cifra hasta los 2740 años luz.
V Coronae Borealis es una estrella de carbono de tipo espectral C6,3.
En esta clase de estrellas, al contrario que en el Sol, la abundancia de carbono es mayor que la de oxígeno.
V Coronae Borealis es, además, muy pobre en metales; su metalicidad apenas supone un 4,5% de la encontrada en el Sol.
Tiene una temperatura efectiva estimada de sólo 2090 K —extremadamente baja para una estrella— y su luminosidad bolométrica es 5600 veces superior a la del Sol.
La medida de su diámetro angular, una vez corregido por el oscurecimiento de limbo, es de 7,59 milisegundos de arco. Considerando que la distancia a la que se encuentra es de 1780 años luz, dicho valor conduce a un diámetro real 446 veces más grande que el del Sol; esta cifra es sólo aproximada dada la incertidumbre en la distancia.
V Coronae Borealis es, además, una variable Mira, cuyo brillo fluctúa entre magnitud aparente +6,90 y +12,60 en un período de 357,63 días.
Como otras estrellas semejantes, V Coronae Borealis pierde masa debido al viento estelar, al ritmo de 2,1 × 10-7 masas solares por año; dicho viento ha estado activo durante un período máximo de 32.000 años.